# Orbital (együttes)
Az Orbital brit elektronikus zenei/techno/House duó, amelyet két testvér alkot: Phil Hartnoll és Paul Hartnoll. 1989-ben alakultak meg Sevenoaks-ban. Lemezkiadóik: FFRR Records, Internal Records. Néha politikai jellegű szövegeket is belecsempésznek zenéjükbe, amely a műfajra egyáltalán nem jellemző. Nevüket a Nagy-Britanniában található M25-ös autópályáról kapták, amely "London Orbital Motorway" néven is ismert. Karrierjük alatt kultikus státuszt értek el. Érdekességként megemlítendő, hogy improvizálni is szoktak a koncertjeiken, amely szintén nem jellemző az elektronikus zene műfajára. Korai albumaikat a régi elektronikus zene és a punk-rock műfaja ihlette, később azonban kifejlesztették saját, önálló hangzásvilágukat.

## Története
1989-ben megjelentették legelső dalukat, „Chime” címmel, amelyet az Oh Zone Records kiadó dobott piacra, majd pár hónappal később az FFRR Records újból kiadta. A dal először a Sevenoaks-ban található „Grasshopper on a Boxing Day” nevű klubban volt hallható, majd első koncertjükön a zenekar már Orbital néven működött. Először csak dalokat és EP-ket jelentettek meg, legelső nagylemezük 1991-ben került a boltok polcaira. Második, 1993-as stúdióalbumukkal kezdett el nőni a népszerűségük. 1994-ben már a harmadik albumuk is megjelent. A lemez a zenekar karrierjének egyik legelismertebb alkotásának számított, illetve éppúgy, mint az előző nagylemeznél, itt is szerepeltek politikai illetve szociológiai problémákról szóló szövegek a dalaikban. Ebben a korszakban kezdett el filmekhez is zenét szerezni az Orbital. 1999-ben negyedik stúdióalbumuk is megjelent, 2001-ben is piacra dobtak egy nagylemezt. 2004-ben még egy albumot megjelentettek, utána ugyanebben az évben feloszlottak. A feloszlás után Phil Hartnoll szólókarrierbe kezdett, illetve saját neve alatt is piacra dobott egy nagylemezt, amely 2007-ben került a boltok polcaira. Paul Hartnoll új elektronikus zenei társulatot alakított, Long Range néven, melynek legelső stúdióalbuma szintén 2007-ben jelent meg. A Long Range-ben Paul mellett Nick Smith játszik. 2009-ben azonban egy új koncerttel visszatért az Orbital. Legutolsó stúdióalbumuk 2012-ben került piacra. 2014-ben újból feloszlottak, a tagok ismét szólókarrierbe kezdtek, végül 2017 óta megint működik a zenekar. 

## Diszkográfia
- Orbital („zöld album”) (1991)
- Orbital („barna album)” (1993)
- Snivilisation (1994)
- In Sides (1996)
- The Middle of Nowhere (1999)
- The Altogether (2001)
- Blue Album (2004)
- Wonky (2012)
- Monsters Exist (2018)